# Байкальская горная страна
Байкальская горная страна — горная страна в Азии, занимает восточную часть гор Южной Сибири. Северной и западной границами этой страны служит крутой уступ высотой 200—450 м, обращенный к Среднесибирскому плоскогорью и Приленскому плато. На юго-западе границу с Восточным Саяном проводят по Тункинскому грабену, а на юге и юго-востоке практически совпадает с государственной границей России с Монголией и Китаем. Восточная граница страны идет по междуречью Олёкмы и Зеи, южному подножию Станового хребта и восточной окраине Алданского нагорья.

## Геологическое строение, история развития и рельеф
Хребты и нагорья Байкальской горной страны имеют средние высоты, разделены межгорными понижениями и котловинами. Горы складчато-глыбовые, так же как и Саяны, Алтай, Тянь-Шань, но отличаются от них более древним возрастом. Относятся к периоду байкальской складчатости, протекавшей в самом конце протерозоя — начале кембрия; среди коренных пород широко распространены граниты, гнейсы, кристаллические сланцы. Юго-восток Забайкалья сложен более молодыми осадочными отложениями, смятыми в складки на протяжении верхнего палеозоя. Наивысшая точка находится в хребте Кодар (3073 м).
Современный рельеф горной страны обязан мезозойско-третичному сводовому поднятию до 2000—3000 м и заложением глубоких впадин байкальского типа с максимальным опусканием в котловине Байкала, где возникла внутриконтинентальная рифтовая зона, для которой характерна сейсмичность порядка 9—11 баллов. Высокая степень сейсмичности Байкальской горной страны связана с её расположением на границах двух литосферных плит — Евразийской и Китайской.
По рельефу Байкальскую горную страну делят на пять областей. Прибайкалье состоит из хребтов и котловин, простирающихся параллельно западному и восточному берегам Байкала. Вдоль западного берега тянется узкая полоса Приморского и Байкальского хребтов (Западное Прибайкалье). Высокие хребты восточного побережья (Хамар-Дабан, Улан-Бургасы, Икатский, Баргузинский) и разделяющие их глубокие и широкие котловины (наиболее крупная Баргузинская) объединены под общим названием Восточного Прибайкалья.
К востоку от хребтов Восточного Прибайкалья простирается Забайкалье, которое делят на Западное, Центральное и Восточное, и состоящее из чередующихся средневысотных плосковершинных хребтов, межгорных котловин и плоскогорий. Основное направление хребтов и котловин северо-восточное. В Западном Забайкалье находится обширное Витимское плоскогорье, прорезанное рекой Витим и её многочисленными притоками. К юго-востоку от него простирается Центральное Забайкалье, или Даурское поднятие, объединяющее хребты Яблоневый, Черского, Даурский, Олёкминский Становик и др. Наиболее высокие вершины этого поднятия — Сохондо (2500 м) и Барун-Шабартуй (2519 м). Межгорные впадины имеют меньшие глубины по отношению к водоразделам. В бассейнах рек Шилки и Аргуни расположено Восточное Забайкалье — самая низкая часть всей Байкальской горной страны, состоящее из сочетания средне- и низкогорных плосковершинных хребтов, разделённых глубокими долинами. В низовьях Шилки и Аргуни, где начинается Амур, высо́ты достигают 200—400 м.
Наиболее приподнятой частью Байкальской горной страны является Становое нагорье, состоящее из группы высоких хребтов, вытянутых почти в широтном направлении от северного Байкала до реки Олёкмы и разделённых глубокими межгорными тектоническими котловинами. Самый высокий хребет нагорья и всей Байкальской страны — Кодар (3073 м).
Северную часть горной страны составляют Северо-Байкальское и Патомское нагорья и Олёкмо-Чарское плоскогорье, замыкающие с севера Становое нагорье. В рельефе северных нагорий и плоскогорья господствуют плосковершинные междуречья и узкие, крутосклоновые, но неглубокие долины, заложенные по тектоническим трещинам и разломам на высоте 480—800 м над уровнем моря. По отношению к водоразделам они опущены на 300—500 м. На междуречьях чётко выражены обширные поверхности выравнивания с высотами 1100—1600 м, а над ними поднимаются на 200—400 м вершины с древними ледниковыми формами рельефа.
Южнее долины Алдана и до Станового хребта простирается сильно расчленённое Алданское нагорье с преобладающими высотами 700—1200 м, а максимальной — до 2246 м. Становой хребет отделён от нагорья крупным разломом, который в рельефе выражен уступом. В плиоценчетвертичное время нагорье испытало значительные поднятия. Реки глубоко врезаны в поверхности выравнивания и имеют до четырёх — восьми аккумулятивных и цокольных террас (Олёкма, Алдан и др.). Самая высокая поверхность выравнивания достигает высоты 1000—1300 м. Следы древнего оледенения сохранились на хребтах с абсолютными отметками выше 1200—1300 м.

## Климат
Климат Байкальской горной страны характеризуется резкой континентальностью и суровостью — холодной и продолжительной зимой, коротким тёплым и умеренно тёплым летом, короткими весной и осенью, обилием солнечного освещения, отрицательным радиационным балансом в течение четырёх—пяти месяцев, неравномерным выпадением осадков с преобладанием их в тёплый период года, засушливой весной и первой половиной лета, отрицательной среднегодовой температурой воздуха (от −5 до −12°С), преобладанием антициклональной ясной погоды зимой и весной.
Зима начинается на большей части территории в первой половине октября. С октября по апрель над всем регионом устанавливается область высокого давления — Азиатский максимум. Зимний период длится от 220 дней в котловинах Станового нагорья до 175 дней в центральной и западной частях Забайкалья. Зимы характеризуются устойчивой низкой температурой, преобладанием штилей в межгорных долинах, небольшим количеством осадков, малоснежностью, малой облачностью, продолжительным солнечным сиянием, большой сухостью, чистотой и прозрачностью воздуха. Самый холодный месяц — январь. Средняя январская температура — −26…-33°С, абсолютный минимум — −55…-61°С. Особенно низкая температура отмечается в котловинах Витимского плоскогорья и Станового нагорья. Средняя температура января на юге Байкальской котловины составляет −17…- 18°С. При вхождении холодного воздуха температура может понижаться до −40°С.
Зимние осадки незначительны. Наибольшей высоты снежный покров достигает в конце февраля — начале марта. Его высота на юге не превышает 20 см, а в Агинской степи — всего 2 см. В горных котловинах и к югу от хребта Хамар-Дабан, защищённых от западных и северо-западных влажных ветров, снежный покров иногда отсутствует. Лишь на северо-западных склонах Хамар-Дабана и Баргузинского хребта, а также на северных склонах Станового нагорья высота снежного покрова доходит до 50 см, а на больших высотах Станового нагорья на подветренных склонах узких котловин может превышать 1 м.
Многолетняя мерзлота распространена до самого юга. В горах — жильный лёд, на склонах — миграционный лёд (сеть прожилок). Для межгорных долин характерны ледяные интрузии.
Лето в межгорных котловинах короткое и тёплое, наступает быстро, в начале июня, с резкими переходами от холода к жаре. Первая половина лета преимущественно сухая. К концу июня начинаются грозы с сильными ливнями. Самый тёплый и влажный месяц — июль. Средняя температура июля на Северо-Байкальском нагорье составляет 14—16°С, на Становом нагорье — 14—18°С, в Борзе — 19,7°С, а максимум может достигать 40°С. В Байкальской котловине наиболее тёплый месяц — август; среднемесячная температура воздуха поднимается до 12—14°С. Основное количество осадков приходится на июль и август. Количество летних осадков в 2—5 раз больше, чем зимних. За год выпадает от 300 до 1200 мм. Атмосферные осадки по территории распределяются неравномерно: наименьшее их количество выпадает на равнинах. На обращённых к Байкалу склонах хребтов Хамар-Дабан и Баргузинского годовое количество осадков превышает 900 мм; в котловинах Станового нагорья и Витимского плоскогорья — около 350—450 мм.
Большая сухость климата и сильные ветры способствуют развитию ветровой эрозии и движению песков. Сыпучие пески распространены по долинам Селенги, Чикоя, Уды, Баргузина и в междуречье Селенги и её притока Хилка. Разнообразны эоловые формы — барханы, барханные гряды, кучевые и бугристые пески.

## Гидрография
Реки Байкальской горной страны принадлежат бассейнам Северного Ледовитого и Тихого океанов, и относятся к системам Енисея (через Байкал и Ангару), Лены и Амура. Речная сеть распределяется равномерно. Большие реки имеют характер равнинных, а их притоки являются типичными горными. Горные реки характеризуются высокими модулями стока, многоводностью и большими запасами энергии.
Реки Восточного Прибайкалья и Забайкалья имеют преимущественно дождевое питание, на остальной территории — смешанное, с преобладанием снегового. Замерзание их происходит с конца октября (Верхняя Ангара) до второй декады ноября. Период ледостава длится шесть месяцев и более. Во многих руслах образуются наледи, а в некоторых сток прекращается на три—четыре месяца. Образованию мощного льда на реках и озёрах и их промерзанию способствуют малоснежные зимы и длительный период с низкой температурой.
Реки вскрываются во второй половине апреля — первой половине мая. Весеннее половодье небольшое, так как снеговой запас бассейнов незначителен. Разлив рек происходит летом во время сильных дождей и таяния снегов в горах. Уровень их быстро поднимается и также быстро спадает. Зимой реки маловодны, поэтому для эффективного использования их энергии необходимо создание водохранилищ. Крупные реки и их притоки используют для судоходства.
В Байкальской горной стране много озёр, наиболее крупные из них тектонического происхождения, из которых первое место по глубине и размерам занимает Байкал. В сухостепных межгорных котловинах находятся группы соляных озёр, обладающих значительными запасами солей. Все минеральные озера по своему происхождению относятся к континентальному типу, а по химическому составу преимущественно сульфатные и хлоридные. Образование солей в озёрах происходит в результате химического выветривания минералов вулканических пород в условиях континентального климата. В горах много небольших озёр ледникового происхождения.